# Stadhuis van Liverpool
Het Stadhuis van Liverpool (Liverpool Town Hall) is een stadhuis in Liverpool, Engeland gebouwd halverwege de 18e eeuw naar een ontwerp van John Wood de Oudere. Het is een beschermd bouwwerk (Grade I).